# Maciej Żywno

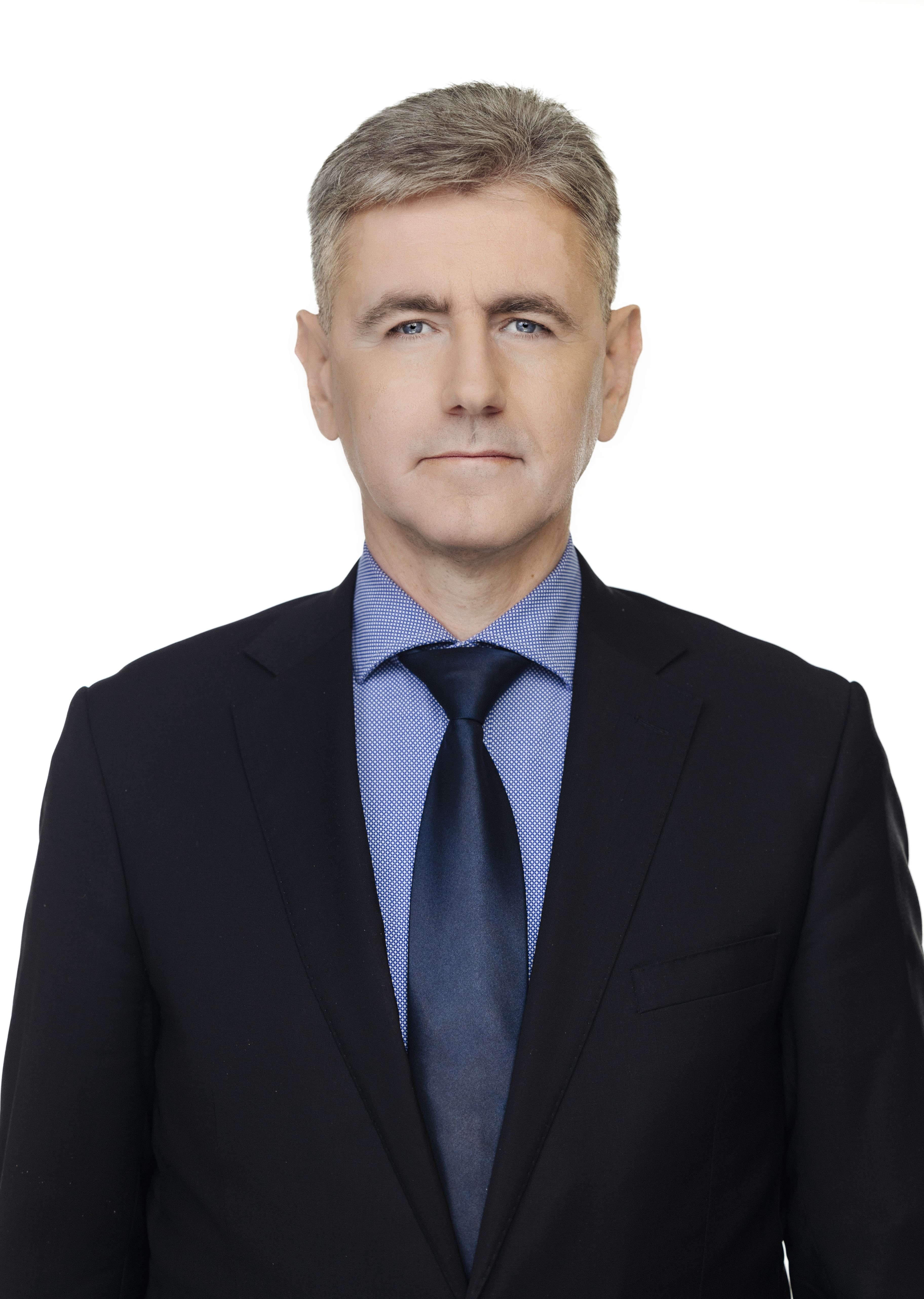
Maciej Żywno (2023)

Maciej Żywno (* 24. Januar 1976 in Białystok) ist ein polnischer Politiker (PO, Polska 2050), der seit 2023 Mitglied im Senat der Republik Polen und stellvertretender Marschall des Senats ist. Von 2007 bis 2014 war er Woiwode der Woiwodschaft Podlachien.

## Leben und Beruf
Maciej Żywno absolvierte nach dem Schulbesuch ein Studium an der Fakultät für Pädagogik und Psychologie der Universität Białystok und später ein Postgraduales Studium in Fach Management von Nichtregierungsorganisationen am Collegium Civitas in Warschau. Nach einem weiteren Aufbaustudium in Verwaltung an der Fakultät für Recht und Verwaltung der Universität Warschau schloss er noch ein postgraduales Studium in „Management von Bildungsprozessen im Bereich Revitalisierung, Unternehmertum, lokale Selbstverwaltung“ an der Pädagogischen Janusz-Korczak-Universität in Warschau ab. Er fungierte zwischen 1997 und 2003 als Leiter des Städtischen Zentrums für Kultur-, Tourismus-, Sport- und Freizeitgestaltung in Wasilków und daneben von 2000 bis 2012 Dozent an der Fakultät für Pädagogik und Psychologie der Universität Białystok, am Suwałki-Mazurischen Kolleg in Suwałki und am Pädagogischen Kolleg für Revalidierung, Resozialisierung und Sport in Białystok. Zudem ist er seit 2001 als wissenschaftlicher Mitarbeiter und Dozent an der Fakultät für Erziehungswissenschaften der Universität Białystok tätig. Seit 2019 ist er Präsident des ACTIVUS-Instituts für lokale Gemeinschaftsentwicklung.

## Politik
Sein politisches Engagement begann Żywno als Mitglied der Platforma Obywatelska (PO) in der Kommunalpolitik und war zwischen 2003 und 2006 Vertreter des Bürgermeisters von Białystok für die Zusammenarbeit mit Nichtregierungsorganisationen und koordinierte das NGO-Kooperationszentrum in Białystok, bis er von 2006 bis 2007 Gemeindesekretär von Białystok war. Als Nachfolger von Bohdan Józef Paszkowski (Prawo i Sprawiedliwość) wurde er am 29. November 2007 zum Woiwoden der Woiwodschaft Podlachien ernannt und bekleidete dieses Amt bis zum 22. Dezember 2014, woraufhin sein PO-Parteifreund Andrzej Meyer seine Nachfolge antrat. Im Anschluss gehörte er von 2014 bis 2023 dem Woiwodschaftssejmik der Woiwodschaft Podlachien an fungierte von 2014 bis 2018 als dessen Vizemarschall. 2015 kandidierte er erfolglos für den Senat der Republik Polen.
Nachdem Maciej Żywno 2019 aus der PO ausgetreten war, schloss er sich  im Januar 2021 der Partei Polska 2050 von Szymon Hołownia an und wurde für diese im Wahlbündnis Trzecia Droga bei der Parlamentswahl am 15. Oktober 2023 im Wahlbezirk 60 zum Senator gewählt. In der ersten Sitzung des Senats zu Beginn der elften Legislaturperiode wurde er am 23. November 2023 zum Vizemarschall des Senats und damit Stellvertreter von Małgorzata Kidawa-Błońska.